# Lake Bindegolly National Park
Lake Bindegolly National Park är en park i Australien. Den ligger i delstaten Queensland, omkring 870 kilometer väster om delstatshuvudstaden Brisbane. Lake Bindegolly National Park ligger 145 meter över havet. Arean är 125 kvadratkilometer. Den ligger vid sjöarna  Lake Tomaroo och Lake Bindegolly.
Trakten runt Lake Bindegolly National Park är nära nog obefolkad, med mindre än två invånare per kvadratkilometer.. Det finns inga samhällen i närheten.
Omgivningarna runt Lake Bindegolly National Park är i huvudsak ett öppet busklandskap. Genomsnittlig årsnederbörd är 352 millimeter. Den regnigaste månaden är februari, med i genomsnitt 88 mm nederbörd, och den torraste är oktober, med 4 mm nederbörd.